# Nazionale maschile under 20 di calcio della Jugoslavia
La nazionale under-20 della Jugoslavia è esistita durante la Repubblica Federale Socialista della Jugoslavia. Dopo la dissoluzione di quest'ultima nel 1992, si formarono le nazionali seguenti:
- Nazionale Under-20 di calcio della Slovenia
- Nazionale Under-20 di calcio della Croazia
- Nazionale Under-20 di calcio della Bosnia ed Erzegovina
- Nazionale Under-20 di calcio della Serbia
- Nazionale Under-20 di calcio del Montenegro
- Nazionale Under-20 di calcio della Macedonia

La Jugoslavia vinse il Campionato mondiale di calcio Under-20 1987.

## Partecipazioni ai mondiali Under-20
| Anno   | Piazzamento     | G | V | N* | P | GF | GS |
| ------ | --------------- | - | - | -- | - | -- | -- |
| 1977   | Non qualificata | - | - | -  | - | -  | -  |
| 1979   | Primo turno     | 3 | 1 | 0  | 2 | 5  | 3  |
| 1981   | Non qualificata | - | - | -  | - | -  | -  |
| 1983   | Non qualificata | - | - | -  | - | -  | -  |
| 1985   | Non qualificata | - | - | -  | - | -  | -  |
| 1987   | Primo posto     | 6 | 5 | 1  | 0 | 17 | 6  |
| 1989   | Non qualificata | - | - | -  | - | -  | -  |
| 1991   | Non qualificata | - | - | -  | - | -  | -  |
| Totale | 2/8             | 9 | 6 | 1  | 2 | 22 | 10 |

* I pareggi includono anche le partite concluse ai tiri di rigore.

## Palmarès
- Campionato mondiale Under-20:

 1987

## Tutte le Rose

### Mondiali
Campionato del mondo Under-20 19791 Ivković, 2 Pudar, 3 Janković, 4 Živković, 5 Juričko, 6 Elsner, 7 Đurovski, 8 Gudelj, 9 Radulović, 10 Baždarević, 11 Smajić, 13 Varga, 14 Milosavljević, 15 Čakalić, 16 Mitrović, 17 Mlinarić, 18 Čapljić, CT: Toplak
Campionato del mondo Under-20 19871 Leković, 2 Brnović, 3 Jarni, 4 Pavličić, 5 Janković, 6 Štimac, 7 Mijucić, 8 Boban, 9 Prosinečki, 10 Pavlović, 11 Mijatović, 12 Piplica, 13 Šuker, 14 Petrić, 15 Škorić, 16 Antonić, 17 Đurković, 18 Zirojević, CT: Jozić